# Sedum euxinum
Sedum euxinum är en fetbladsväxtart som beskrevs av H. 't Hart och K. Alpinar. Sedum euxinum ingår i Fetknoppssläktet som ingår i familjen fetbladsväxter. Inga underarter finns listade i Catalogue of Life.